# Ecuatoriana de Aviación
Ecuatoriana de Aviación, también conocida como Ecuatoriana Airlines, fue una aerolínea fundada el 1 de febrero de 1957, fue una empresa aérea y línea de bandera de Ecuador. 
Fundada en manos privadas, de un consorcio de propiedad del estadounidense Clarense Shelton, junto con las aerolíneas TAN de Honduras y APSA del Perú. Fue comprada por empresarios ecuatorianos y fue estatizada, sin ninguna retribución o reconocimiento a sus accionistas por la dictadura de Guillermo Rodríguez Lara en 1974. Desarrolló rutas internacionales desde Quito y Guayaquil hacia Miami, Los Ángeles, Nueva York, Chicago, Nasáu, Ciudad de México, Panamá, Caracas, Bogotá, Cali, Lima, Santiago de Chile y Buenos Aires.
Entre 1996 y 2006, operó nuevamente como empresa privada, hasta su colapso definitivo en 2006.
El día 13 de septiembre de 2020 se anunció la intención de reiniciar operaciones. A mediados de 2021, se anunció que la ahora aerolínea llamada Ecuatoriana Airlines realizaría las contrataciones en las últimas semanas del mes de abril. Desde 2022 tiene permisos para iniciar operaciones, pero no lo ha hecho.

## Historia

### Los primeros años: aviones de pistón
En sus inicios, Ecuatoriana cubría rutas internas del Ecuador y algunas conexiones internacionales con aviones de motores de pistón, como el Curtiss C46 que fue su primer aparato. Uno de sus primeros aviones fue un C46D, pintado de azul a rayas. Luego operó un Douglas B-23 Dragon modificado para pasajeros, que inclusive voló como avión presidencial ecuatoriano. Este avión se conserva en la Base Aérea Mariscal Sucre de la Fuerza Aérea Ecuatoriana, al norte de Quito.

### La era del turbo hélice: los accidentes
El núcleo de la flota de Ecuatoriana, entre 1959 y 1972, fueron 11 aviones Douglas DC-6, usados para pasajeros y carga. A estos se sumaron varios Douglas DC-4. En 1969, uno de ellos se quemó en la pista de Lago Agrio, debido a la explosión de tacos de dinamita que transportaba, y en 1970 otro cayó al despegar en Miami, en lo que constituyeron los dos únicos accidentes de Ecuatoriana en toda su operación. 
No todos de estos aviones volaron, pues algunos se usaron para repuestos, debido a que ya para la época el Douglas DC-6 era un avión obsoleto. 
A partir de 1967 se inició una renovación de la flota, que se basó en la adquisición de siete aviones Lockheed L-188 Electra que operaron hasta 1972. Como se sabe, este avión fue diseñado para rutas cortas y medias, como las operadas por Ecuatoriana, en especial, dentro del Ecuador entre Quito y Guayaquil. En esa época, Ecuatoriana contaba con un hangar propio para sus operaciones en Miami.
Los Electra siguieron operando en Ecuador para la compañía estatal TAME, cuando Ecuatoriana renovó su flota e ingresó a la era del jet.

### El secuestro de 1969
El 19 de enero de 1969, uno de los Electra, matriculado con las siglas HC-AMS, fue secuestrado por un comando armado, que condujo a los 77 pasajeros y 8 tripulantes con destino a Cuba. El avión, que provenía de Miami hacia Quito, con escala en Guayaquil, fue secuestrado en este último aeropuerto, llevado a las cercanías de Barranquilla por combustible y luego hacia La Habana, en donde aterrizó en horas de la tarde. No hubo víctimas.

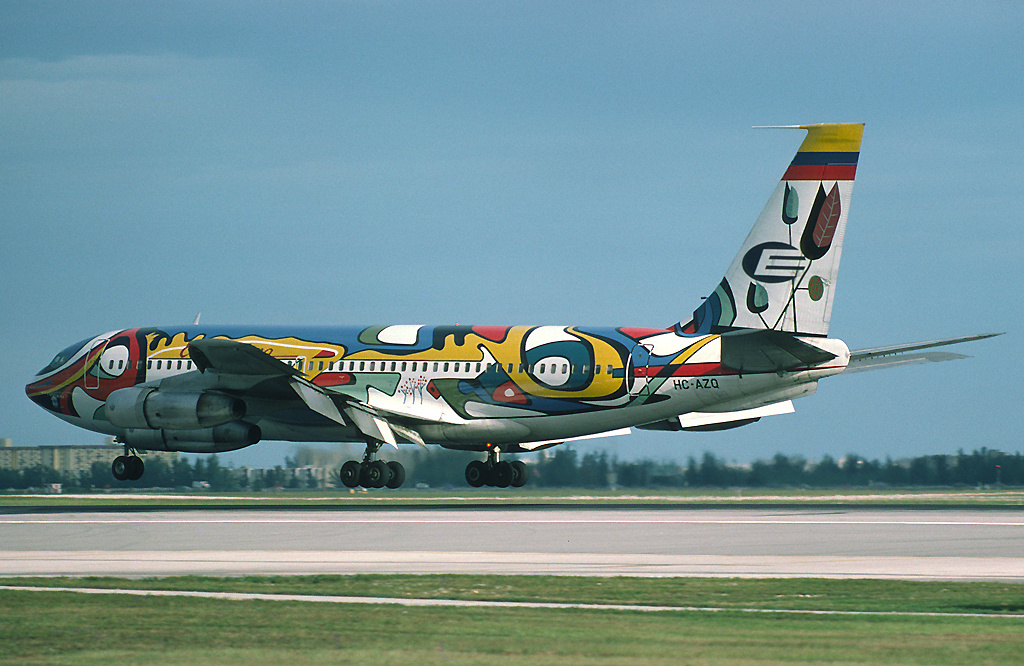
Boeing 720-023B de Ecuatoriana

### La nacionalización y la era del jet
Tras su nacionalización, legalizada mediante un decreto supremo del 31 de julio de 1974, Ecuatoriana fue declarada «Aerolínea de bandera» del Ecuador y fue manejada por la Fuerza Aérea Ecuatoriana (FAE) por lo que sus aviones tenían matrícula civil y militar. La FAE opera también la compañía doméstica TAME, que operaba algunas frecuencias internacionales. 
En esta misma época, Ecuatoriana ingresa a la era del jet. Se compran en Estados Unidos cuatro aviones Boeing 720 Durante los años setenta y principios de los 80, se pintaron esos aviones con coloridos diseños, realizados por el famoso pintor ecuatoriano Osvaldo Guayasamín. El gusto algo barroco de los diseños hizo que la población de Quito bautizara a los aviones como los «payasos». 
A esta flota se sumaron cuatro aviones Boeing 707, pintados solamente de blanco con el tricolor ecuatoriano atravesando el fuselaje, a los que se denominó «arcoíris». Estos aviones fueron comprados a la compañía norteamericana Pan Am. 
Debido a su matrícula militar, dos aviones de Ecuatoriana operaron en apoyo de las Fuerzas Armadas ecuatorianas durante el conflicto con el Perú en 1981, conocido como Guerra de Paquisha. Los aviones transportaron tropas y suministros de Quito hacia Guayaquil.
Uno de los 707 operó exclusivamente como carguero, y fue pintado de dorado con el arcoíris del resto de aviones. 
En los 90, sin embargo, Ecuatoriana volvió a quebrar, por lo que sus aviones 707 fueron vendidos como cargueros en Ecuador a la compañía AECA y a empresas de Estados Unidos que los compraron por sus piezas de recambio. Todos fueron finalmente desmantelados en Latacunga y Guayaquil.

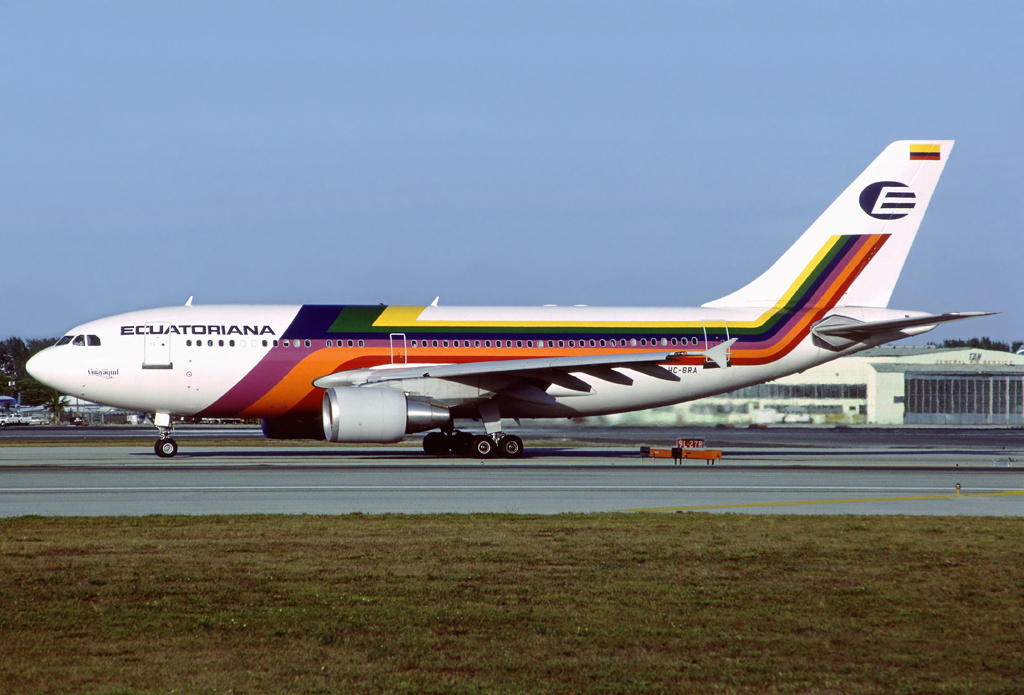
Airbus A310-324, Ecuatoriana

### La época de los cabina ancha
Ecuatoriana tuvo varios aviones de cabina ancha. La empresa adquirió a la Swissair un avión McDonnell Douglas DC-10, que terminó su días en Quito, al ser retirado del servicio y desmantelado. Ecuatoriana arrendó también dos aviones tipo Lockheed L-1011 TriStar de la aerolínea jordana Alia, que usaba para atender su demanda en temporada alta. 
Ecuatoriana adquirió, nuevos de fábrica, dos aviones Airbus A310 a principios de los 90. 
La administración del Estado ecuatoriano fue caótica y muy mal organizada, lo que a la postre causó la segunda quiebra de la compañía. Uno de los motivos que contribuyeron a la debacle fue la no renovación de la flota de la compañía, que por muchos años siguió volando con aviones obsoletos, caros de mantener y poco económicos en el consumo de combustible, como eran los jets 707. Este esquema se pudo mantener gracias a los grandes recursos del petróleo que financiaron el Estado ecuatoriano durante la década del 70 y 80, que permitía que los aviones de Ecuatoriana reciban mantenimiento en Israel. No obstante, en los años 90 tales recursos no existían.

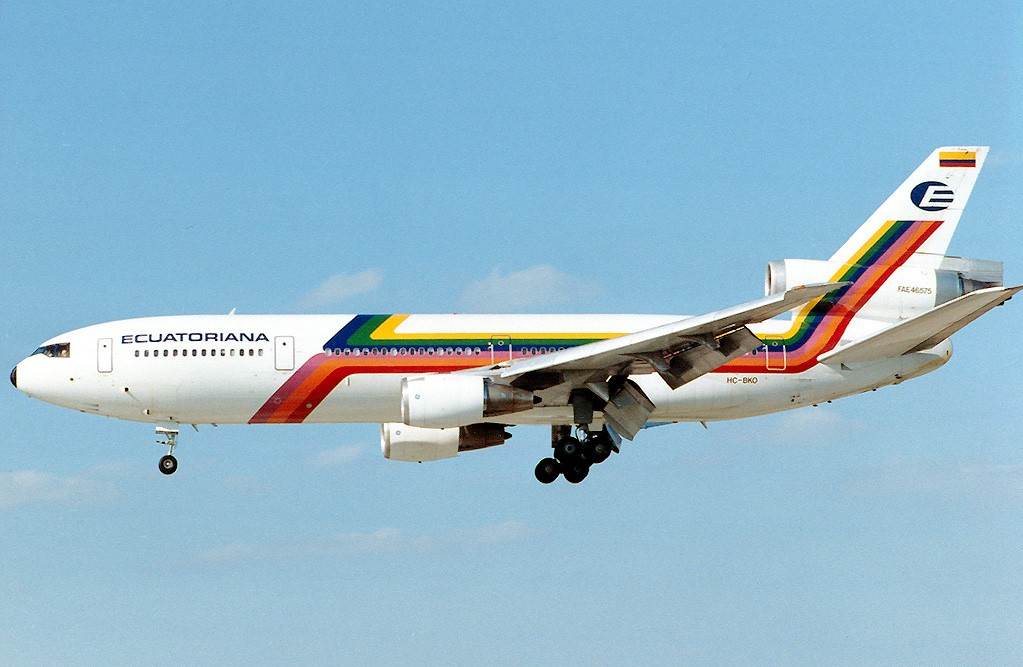
McDonnell Douglas DC-10-30 de Ecuatoriana en Miami

### Nueva privatización y cierre
En 1993, se dictó una Ley de Rehabilitación de Ecuatoriana, que preveía su privatización y venta a inversionistas privados como salida a la crisis. Al mismo tiempo, la aerolínea de bandera dejó de operar. 
En 1995, durante el Gobierno de Sixto Durán Ballén fue capitalizada y el 51% de sus acciones pasaron a poder del grupo VASP, que desapareció en 2001, luego de su vínculo aliado en alianza con LAN Chile.
La operación se enmarcó en la «reducción del tamaño del Estado» que incluyó despidos de trabajadores y cierres de oficinas, así como la búsqueda de socios lo que en la práctica fue un fracaso. Las operaciones de la nueva Ecuatoriana iniciaron propiamente en 1996. 
Con la privatización completa, Ecuatoriana recibió algunos Boeing 727, que fueron repintados en Miami y en el Aeropuerto Internacional de Tucson en Tucson, Arizona. En 1996, se reiniciaron los servicios cortos nacionales e internacionales, con una librea que se parecía a la de VASP. Un solo DC-10, también prestado de VASP, permitió a la aerolínea reintroducir servicios al Aeropuerto de Barajas de Madrid. 
En marzo de 2000, la aerolínea volaba a Buenos Aires, Cancún, Guayaquil, Manaos, Ciudad de México, Ciudad de Panamá y Santiago utilizando un Airbus A310-300, tres Boeing 727-200 Advanced y un McDonnell Douglas DC-10-30. Ese año, Ecuatoriana se vio envuelta en un colapso general de la economía de Ecuador y una vez más se encontró en problemas financieros, y VASP decidió vender su parte de la aerolínea, siendo los postores Aero Continente y LAN Chile en ese momento. A pesar de las afirmaciones de que LAN Chile no estaba interesada en Ecuatoriana, la aerolínea chilena estaba operando su propia aeronave en nombre de Ecuatoriana en las lucrativas rutas a los Estados Unidos después de que los arrendadores recuperaran las aeronaves de Ecuatoriana a fines de 2000. Tras el rechazo de la oferta de Aero Continente y la suspensión del certificado de operador aéreo de Ecuatoriana, la autoridad de aviación civil de Ecuador autorizó a LAN Chile a iniciar una subsidiaria llamada LAN Ecuador para volar muchas rutas internacionales anteriormente operadas por Ecuatoriana.
LAN Chile poseía el 50% de la aerolínea y se sirvió de esto para arrendar con tripulación dos Boeing 767 a la compañía. A principios de 2005, LAN Ecuador se había hecho cargo de las rutas y la flota de Ecuatoriana. 
En 2004, el grupo boliviano Lloyd Aéreo Boliviano (LAB) se hizo cargo de la empresa como accionista mayoritario para usar sus rutas. 

En esa época se renovaron los equipos, con la incorporación de dos Boeing 727 con matrícula ecuatoriana y otro con matrícula boliviana y el uso de los aviones que ya estaban en la flota, como el DC-10 y los Airbus A310. En lugar de los colores patrios se pintaron los aviones con un tono celeste, similar al esquema que usaba LAB en esa época.

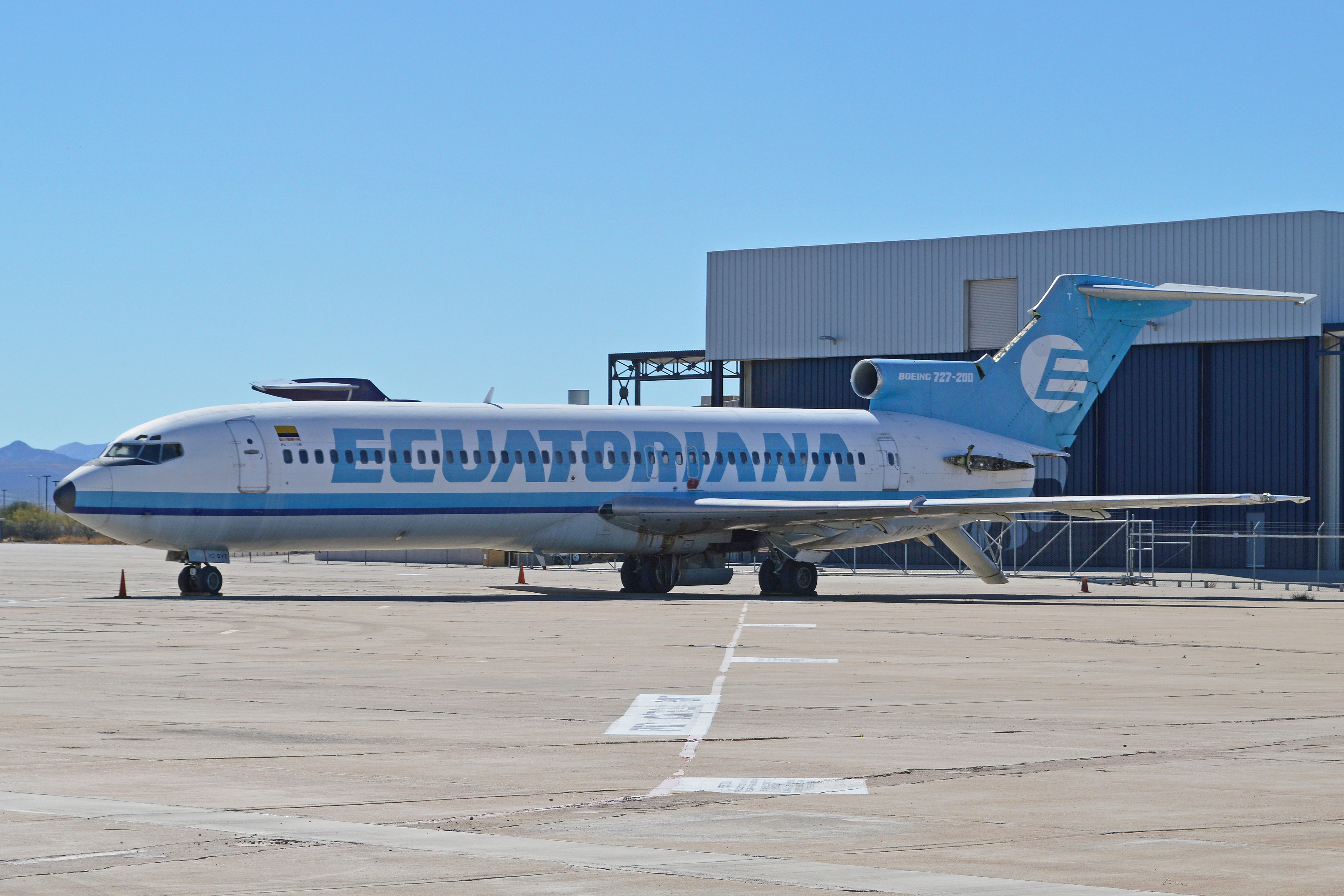
Boeing 727-200 de Ecuatoriana.

Por temporadas, Ecuatoriana arrendó en esa época otros tres aviones: un Boeing 737-200, un Airbus A310 y otro Boeing 727-200. 
Curiosamente, a partir de 1999 se inició un enorme flujo migratorio de ecuatorianos hacia España, Estados Unidos e Italia, entre otros países, debido a la quiebra de la economía ecuatoriana que condujo a la dolarización. Esa gran oportunidad de negocios fue aprovechada por las grandes aerolíneas extranjeras, como Iberia, LAN y KLM, ante la ausencia de una aerolínea ecuatoriana de alcance internacional, como lo fue en su momento Ecuatoriana.
A pesar de su mala suerte económica, la empresa tuvo un excelente récord de seguridad, pues no sufrió un solo accidente fatal durante toda su operación internacional en la era del jet. 

### ¿Resurgimiento?
El día 13 de septiembre de 2020 se anunció que la aerolínea volvería a volar a mediados de julio de 2021, después en el primer semestre de 2022. En principio, empezarían a operar con tres Dash 8-Q400(con capacidad para 76 pasajeros) y más tarde con Boeing 717 (con capacidad para 117 pasajeros). El día 29 de abril de 2021 se presentó la nueva imagen corporativa. Ecuatoriana Airlines afirmó que empezaría con rutas en nueve ciudades: Quito, Guayaquil, Cuenca, Esmeraldas, Loja, Manta, Lago Agrio, El Coca y Macas, pero con vistas a operar más tarde en la mayoría de aeropuertos ecuatorianos.
Su CEO, Eduardo Delgado, manifestó al diario ecuatoriano El Universo «que la idea es buscar ciudades que no está atendidas o con pocos vuelos como Esmeraldas, Loja, Lago Agrio, Salinas. A eso apuntamos, ciudades que no tienen servicio o pocos vuelos».Sus permisos de operación caducaron en julio de 2023 tras un año sin usarlos, así que su futuro no es demasiado positivo y sus inicios de operaciones, lejanos.

#### Destinos planeados por Ecuatoriana Airlines
| Destinos                                                                               | Aeropuertos                                  | Notas                                |
| -------------------------------------------------------------------------------------- | -------------------------------------------- | ------------------------------------ |
| Cuenca, Azuay                                                                          | Aeropuerto Internacional Mariscal La Mar     | Desde Quito, Guayaquil y Manta.      |
| El Coca, Orellana                                                                      | Aeropuerto Francisco de Orellana             | Desde Quito.                         |
| [[Archivo:\|20x20px\|border\|Bandera de Esmeraldas]] Esmeraldas, Esmeraldas            | Aeropuerto Coronel Carlos Concha Torres      | Desde Quito, Guayaquil y Loja.       |
| Guayaquil, Guayas                                                                      | Aeropuerto José Joaquín de Olmedo            | HUB                                  |
| Lago Agrio, Sucumbíos                                                                  | Aeropuerto de Nueva Loja                     | Desde Quito.                         |
| Latacunga, Cotopaxi                                                                    | Aeropuerto Internacional Cotopaxi            | Desde Quito y Guayaquil.             |
| Loja, Loja                                                                             | Aeropuerto Ciudad de Catamayo                | Desde Quito, Guayaquil y Esmeraldas. |
| Macas, Morona Santiago                                                                 | Aeropuerto Coronel Edmundo Carvajal          | Desde Quito.                         |
| Manta, Manabí                                                                          | Aeropuerto Internacional Eloy Alfaro         | Desde Quito, Guayaquil y Cuenca.     |
| [[Archivo:\|20x20px\|border\|Bandera de Pichincha]] Quito, Pichincha                   | Aeropuerto Internacional Mariscal Sucre      | HUB                                  |
| [[Archivo:\|20x20px\|border\|Bandera de Santa Elena (provincia)]] Salinas, Santa Elena | Aeropuerto General Ulpiano Páez              | Desde Quito.                         |
| Santa Rosa, El Oro                                                                     | Aeropuerto Internacional de Santa Rosa       | Desde Quito y Guayaquil.             |
| Tulcán, Carchi                                                                         | Aeropuerto Teniente Coronel Luis A. Mantilla | Desde Quito.                         |

## Antiguos destinos
| Países                    | Destinos         | Aeropuertos                                         |
| Norteamérica              | Norteamérica     | Norteamérica                                        |
| ------------------------- | ---------------- | --------------------------------------------------- |
| Estados Unidos            | Chicago          | Aeropuerto Internacional O'Hare                     |
| Estados Unidos            | Los Ángeles      | Aeropuerto Internacional de Los Ángeles             |
| Estados Unidos            | Miami            | Aeropuerto Internacional de Miami                   |
| Estados Unidos            | Nueva York       | Aeropuerto Internacional John F. Kennedy            |
| México                    | Ciudad de México | Aeropuerto Internacional de la Ciudad de México     |
| Centroamérica y el Caribe |                  |                                                     |
| Bahamas                   | Nasáu            | Aeropuerto Internacional Lynden Pindling            |
| Panamá                    | Ciudad de Panamá | Aeropuerto Internacional de Tocumen                 |
| Sudamérica                |                  |                                                     |
| Argentina                 | Buenos Aires     | Aeropuerto Internacional Ministro Pistarini         |
| Chile                     | Santiago         | Aeropuerto Internacional Arturo Merino Benítez      |
| Colombia                  | Bogotá           | Aeropuerto Internacional El Dorado                  |
| Colombia                  | Cali             | Aeropuerto Internacional Alfonso Bonilla Aragón     |
| Ecuador                   | Guayaquil        | Aeropuerto Internacional José Joaquín de Olmedo     |
| Ecuador                   | Quito            | Aeropuerto Internacional Mariscal Sucre             |
| Perú                      | Lima             | Aeropuerto Internacional Jorge Chávez               |
| Venezuela                 | Caracas          | Aeropuerto Internacional de Maiquetía Simón Bolívar |

## Antigua flota

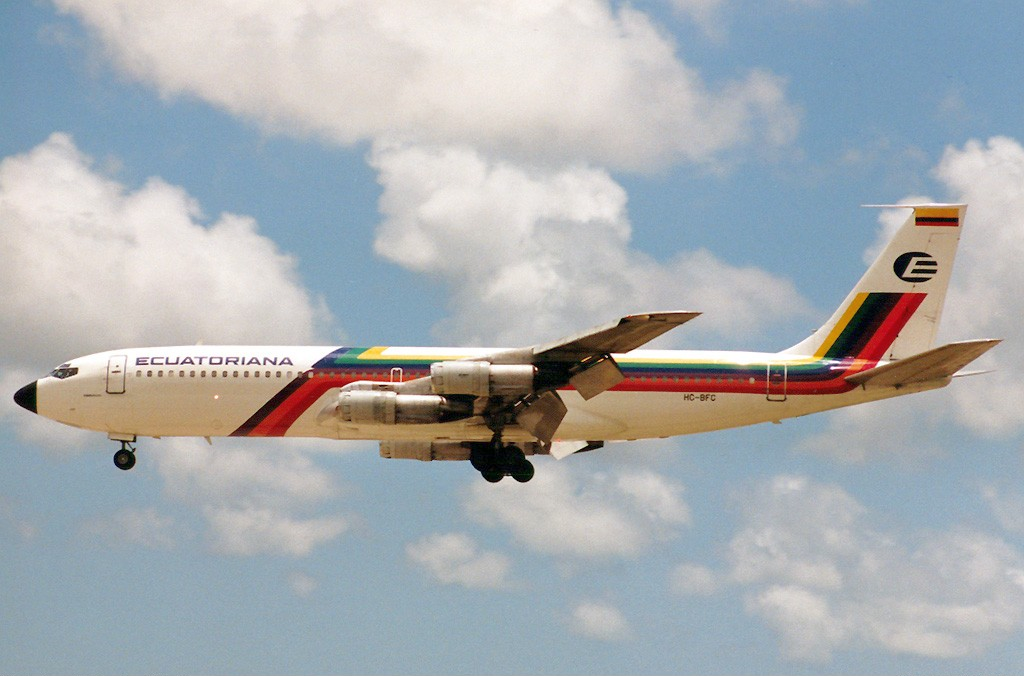
Un Boeing 707-320B de Ecuatoriana en el Aeropuerto Internacional de Miami en 1990.

| Aeronaves               | Total | Introducido | Retirado | Matrículas                                                                              |
| ----------------------- | ----- | ----------- | -------- | --------------------------------------------------------------------------------------- |
| Airbus A310-300         | 3     | 1991        | 2001     | HC-BRA, HC-BRB y PP-SFH                                                                 |
| Boeing 707              | 3     | 1978        | 1993     | HC-BFC, HC-BGP y HC-BHY                                                                 |
| Boeing 720              | 4     | 1975        | 1984     | HC-AZO, HC-AZP, HC-AZQ y HC-BDP                                                         |
| Boeing 727-200          | 3     | 1996        | 2001     | HC-BXU, HC-BVM y HC-BVT                                                                 |
| Boeing 737-200          | 1     | 1993        | 1993     | N238TA                                                                                  |
| Curtiss C-46 Commando   | 2     | 1957        | 1968     | HC-ABQ y HC-AMD                                                                         |
| Douglas DC-4            | 4     | 1967        | 1978     | HC-ANN, HC-ANP, HC-ARK y HC-ASC                                                         |
| Douglas DC-6            | 11    | 1959        | 1979     | HC-ADU, HC-AIO, HC-AIT, HC-AMF, HC-AMZ, HC-AQA, HC-ASC, HC-AVF, HC-ATR, HC-ADJ y HC-AVR |
| Douglas DC-8            | 1     | 1979        | 1979     | N8148A                                                                                  |
| Douglas B-23 Dragon     | 1     | 1967        | 1974     | HC-APV                                                                                  |
| Lockheed L-1011 Tristar | 1     | 1986        | 1986     | JY-AGH                                                                                  |
| Lockheed L-188 Electra  | 8     | 1967        | 1975     | HC-AMS, HC-ANQ, HC-AQF, HC-AVX, HC-AYL, HC-AZJ, N278AC y N7138C                         |
| McDonnell Douglas DC-10 | 1     | 1983        | 1996     | HC-BKO                                                                                  |